# Chlamydotheca texasiensis
Chlamydotheca texasiensis är en kräftdjursart som först beskrevs av Baird 1862.  Chlamydotheca texasiensis ingår i släktet Chlamydotheca och familjen Cyprididae. Inga underarter finns listade i Catalogue of Life.